# Thalassocalyce inconstans
Thalassocalyce inconstans är en kammanetart som beskrevs av Laurence P. Madin och Harbison 1978. Thalassocalyce inconstans ingår i släktet Thalassocalyce och familjen Thalassocalycidae. Inga underarter finns listade i Catalogue of Life.